# Tomás Moreno y Maiz
Tomás Moreno y Maiz fue un médico y político peruano. Son destacables sus estudios sobre los efectos de la cocaína realizados en 1868 publicados en París, Francia.
Tomás Moreno y Maiz estudió medicina humana en la facultad de medicina de San Fernando. Ocupó el cargo de cirujano mayor del Ejército del Perú. En los años 1850 viajó a París, Francia para realizar sus estudios de doctorado en la Universidad_de_París y en 1868 publicó una tesis titulada Recherches Chimiques et Physiologiques sur l’Érythroxylon coca du Pérou et la cocaine sobre la coca, la cocaína y sus efectos en lo que se considera como el primer estudio hecho sobre la cocaína en la historia. En ellos concluyó que la droga aumenta la resistencia a la fatiga; estimula física y mentalmente, brinda bienestar general,controla los efectos del alcohol. Asimismo se demostró experimentalmente el efecto como anestésico local de la cocaína.
De regreso en el Perú, fue eledigo Senador por Huánuco en 1872 y mantuvo ese cargo hasta 1881 durante la Guerra del Pacífico. Posteriormente, en 1892, volvió al parlamento nacional al ser electo diputado por la provincia de Dos de Mayo.